# Association for the Advancement of Creative Musicians

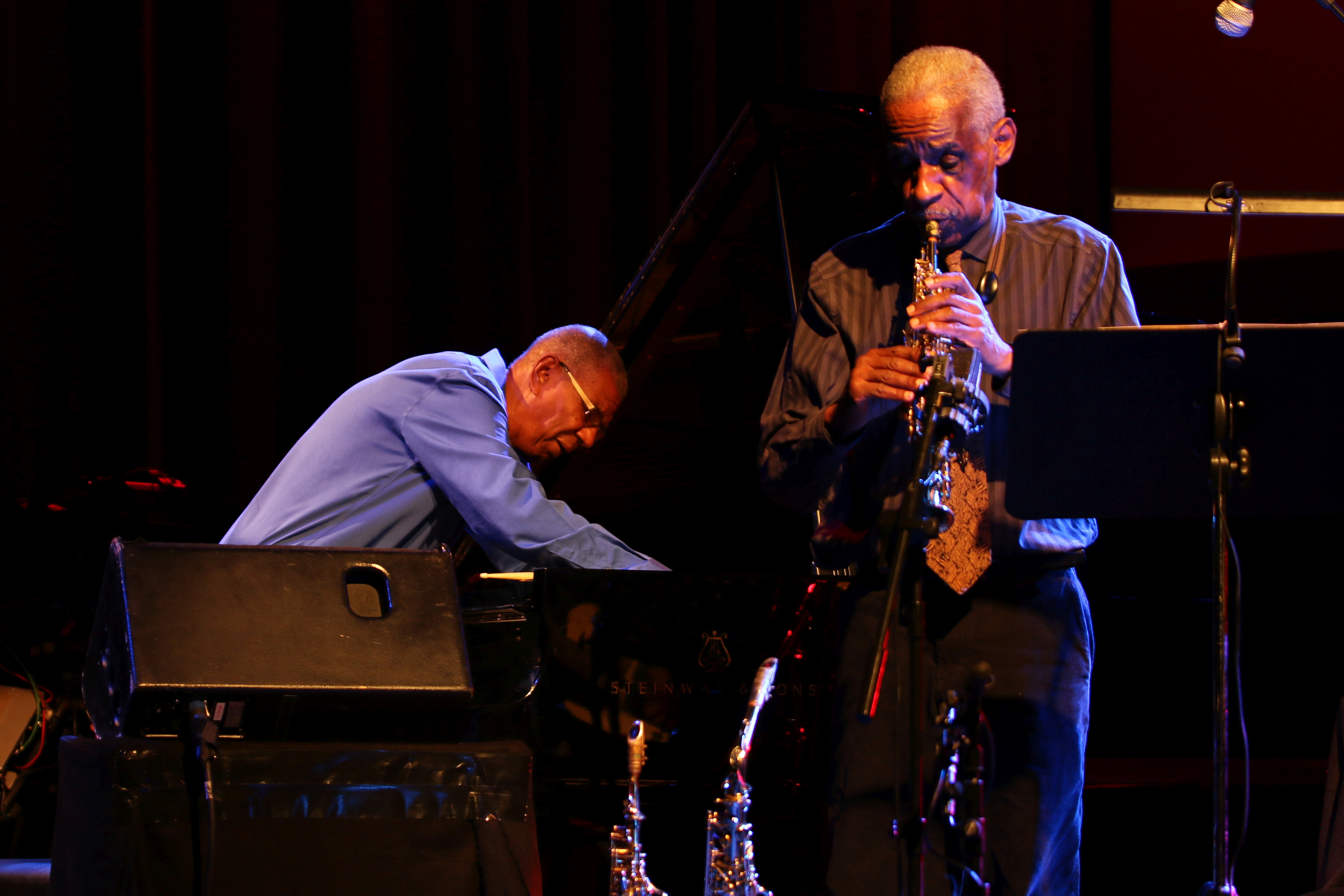
Jack DeJohnette (l.) und Roscoe Mitchell beim AACM-Jubiläum (2015 in Frankfurt a. M.)

Die Association for the Advancement of Creative Musicians (AACM) ist eine Musikervereinigung im Bereich des Free Jazz, die am 9. Mai 1965 in Chicago gegründet wurde.

## Geschichte
Die AACM entwickelte sich aus einer Probenband, die 1962 von Muhal Richard Abrams initiiert worden war. Informell nannte man sich die Experimental Band (Experimentalgruppe), die zwar noch nicht aufgetreten war, aber schon zu Kompositionen spielten von Abrams, Phil Cohran, Jack DeJohnette, Joseph Jarman, Roscoe Mitchell, Troy Robinson, Maurice McIntyre und anderen. Viele der Stücke wandten Kompositionstechniken aus der zeitgenössischen klassischen Musik an: Serialität, Polytonalität und Chromatik. Zunächst probte man in einer Gaststätte am South Side, später wechselte man jedoch zum Abraham Lincoln Center, einem der ältesten Gebäude von Chicago. Einerseits waren die Musiker von einem hohen Niveau an Kreativität beseelt, andererseits fehlten ihnen Gelegenheiten zum Auftritt. Abrams, Cohran, Jodie Christian und Steve McCall gründeten daher eine Vereinigung für Jazzmusiker, die Aufführungsmöglichkeiten für Musiker des Free Jazz schaffen sowie soziale Projekte in Chicago fördern sollte. Im Mai 1965 wurde die AACM vom Staat Illinois als Non-Profit-Organisation anerkannt.
1967 eröffnete die bis heute bestehende AACM-Musikschule, in der Mitglieder dieser Einrichtung ehrenamtlich in Chicago Kinder, Jugendliche und Erwachsene in Instrumentalkunde und Musiktheorie unterrichten. Die AACM School of Music unterrichtet auf allen Instrumenten und in allen Stimmfächern; daneben bietet sie auch Kurse in Musiktheorie. Seitdem sind bedeutende Musiker und Ensembles aus der AACM hervorgegangen.
Heute ist die AACM öffentlich gefördert und ist außer in Chicago auch in New York City aktiv. Immer noch tritt das Art Ensemble of Chicago auf, das lange als Kernformation des Kollektivs galt. Auch das Ethnic Heritage Ensemble, das Trio Air und die Creative Construction Company galten als wichtige Botschafter der Gruppe. Zu den aktuellen AACM-Mitgliedern gehören Anthony Braxton, Chico Freeman und George Lewis. Als wichtiges verstorbenes Mitglied ist Lester Bowie neben Joseph Jarman, Steve McCall und Leroy Jenkins zu nennen.
Neben der Veranstaltung von Konzerten engagiert sich die AACM auch kommunalpolitisch, indem sie kostenlose Übungskurse für städtische Jugendliche anbietet. Die AACM hat daher auch Unterstützung von der MacArthur Foundation erhalten. Die erste weibliche AACM-Präsidentin ist Nicole Mitchell.
Enge Beziehungen bestehen zu einer einflussreichen Schwesterorganisation, der Black Artists Group (BAG) von St. Louis in Missouri sowie zum Columbia College Chicago. Die AACM-Frauenband Samana spielte 1997 auf dem Geburtstag von Hillary Clinton.
Das Motto der Vereinigung ist: «Great Black Music, Ancient to the Future.» (Hervorragende schwarze Musik, vom Altertum zur Zukunft.)

## Mitglieder der AACM
- Muhal Richard Abrams
- Fred Anderson
- Harrison Bankhead
- Thurman Barker
- Mwata Bowden
- Lester Bowie
- Anthony Braxton
- Billy Brimfield
- Art Turk Burton
- Jodie Christian
- Charles Clark
- Phil Cohran
- Adegoke Steve Colson
- Iqua Colson
- Pete Cosey
- Steve Colson
- Edwin Daugherty
- Ernest Dawkins
- Kahil El’Zabar
- Douglas Ewart
- Malachi Magoustous Favors
- Alvin Fielder
- Chico Freeman
- Ben LaMar Gay
- Fred Hopkins
- Henry Huff
- Joseph Jarman
- Leroy Jenkins
- Leonard Jones
- Lester Lashley
- George Lewis
- Steve McCall
- Kalaparusha Maurice McIntyre
- Nicole Mitchell
- Roscoe Mitchell
- Bernard Mixon
- Dushun Mosley
- Famoudou Don Moye
- Amina Claudine Myers
- Mankwe Ndosi
- Reggie Nicholson
- Shanta Nurullah
- Jeff Parker
- Junius Paul
- Avreeayl Ra
- Rollo Radford
- Mike Reed
- Tomeka Reid
- Matana Roberts
- Rasul Siddik
- Wadada Leo Smith
- Henry Threadgill
- Ann E. Ward
- Edward Wilkerson
- Corey Wilkes
- Taalib-Din Ziyad
- Saalik Ahmad Ziyad